# Hans Muggli
Hans Muggli (* 1876; † 5. November 1934 in Wetzikon) war ein Schweizer Lehrer, Redaktor, Journalist und Dichter.

## Leben und Werk
Hans Muggli stammte aus dem Zürcher Oberland. Als Lehrer wirkte er zwölf Jahre lang in Wetzikon, anschliessend schrieb er für den Bülach-Dielsdorfer Volksfreund. 1917 übernahm er die Redaktion der Schweizerischen Bodensee-Zeitung. Von 1926 bis 1931 war Muggli als freier Journalist tätig, dann leitete er bis zu seinem Tod die Redaktion des Amriswiler Anzeigers. Als Redaktor schrieb er für das Thurgauer Jahrbuch Erzählungen und Gedichte.